# Rugantino (periodico)
Il Rugantino è una rivista in dialetto romanesco fondata nel 1848.

## Storia

### Fondazione
«Cor cappello a du' pizzi, cor grugno lungo du' parmi, co' 'na scucchia rivorta in su a uso de cucchiaro, co' 'no spadone che nu ce la po' quello del sor Radeschio, e co' le cianche come l'arco de pantano, se presenta, signori mia, Rugantino er duro, nato in de 'sto castelluccio e cresciuto a forza de sventole perché cià avuto 'gni sempre er vizio de rugà e d'arilevacce! Ficcherò er naso dove nun sta bene a mettecelo, a costo puro si me l'avessero da acciaccane. Le botte nu' me fanno paura perché so' avvezzo a pijalle e a dà, pe' ricevuta, tant'antre chiacchiere!».
Con questa presentazione, il 13 settembre 1848, vide la luce il primo numero del Rugantino, diretto da Odoardo Zuccari. La concessione da parte di papa Pio IX dello statuto fondamentale, che apriva l'era del governo rappresentativo e concedeva per la prima volta uno spazio alla libertà di stampa, fece sì che, insieme con il Rugantino, una miriade di altri giornali invadesse Roma. Ettore Veo, nella sua Roma popolaresca, edita nel 1929, ne cita più di una trentina e tra i più battaglieri ricorda: il Minimpippo, Pasquino, Il Pappagallo, Cassandrino Vero, Il Don Pirlone.
Questi periodici, oltre alla felice intuizione di servirsi del dialetto per diffondere nuovi programmi e nuove idee, ebbero il merito di farsi interpreti delle istanze popolari sulla carta stampata, facendo decadere l'usanza di apporre foglietti manoscritti a ridosso delle statue parlanti di Roma.
Tuttavia le aperture liberali del papa ebbero breve durata e il Rugantino, come gli altri fogli politici romani del 1848, dopo pochi numeri fu costretto a sospendere le pubblicazioni, con grande soddisfazione degli ambienti reazionari e del clero, che lo accusavano di essersi schierato apertamente a favore della Repubblica Romana e lo consideravano un pericoloso foglio giacobino.
Del resto un periodico che aveva scelto dichiaratamente di riferirsi a quello stesso Rugantino che era stato di "Ghetanaccio", con le sue caustiche frecciate che nulla risparmiavano al governo dell'epoca, non poteva non abbracciare una linea editoriale non-governativa. Perché le pubblicazioni del Rugantino potessero riprendere bisogna arrivare alla breccia di Porta Pia e alla conseguente caduta del potere temporale.
Contemporaneamente risorsero anche numerosi altri giornali che riprendevano vecchie testate, con i quali il Rugantino entrò in piena dialettica. Già nell'ottobre 1870 uscirono la Nuova Roma e il Don Pirlone, seguiti a ruota dal clericale La Frusta, che riportava i versi romaneschi di Filippo Tolli, Scipione Fraschetti, Pietro Durantini e Alfredo Posta, contro i «buzzurri», cioè i piemontesi calati a Roma con le truppe italiane. Nel 1871 uscirono Pasquino, La Lima e altri periodici dalla vita effimera; nel 1877 il Romano di Roma; nel 1880 Capitan Fracassa, fondato da Luigi Arnaldo Vassallo e Raffaele Giovagnoli, con poesie dialettali di molti poeti romaneschi, tra i quali Cesare Pascarella; nel 1882 La Fornarina, con Augusto Sbriscia e Giggi Zanazzo; nel 1883 Marforio.

### La gestione Perino
A riesumare il Rugantino provvide, nel 1887, l'editore Edoardo Perino, vulcanico ed eclettico personaggio, pioniere della moderna editoria. Calato a Roma nel 1870, il Perino proveniva da Firenze, città in cui aveva affinato il mestiere di tipografo compositore iniziato a Torino, dov'era nato nel 1845. Partendo da zero o quasi, raggiunse in poco tempo una posizione economica invidiabile, che gli permise di acquistare, in via del Lavatore 88, quello che poi sarà lo stabilimento tipografico definitivo.
Nell'agosto del 1887 il poeta Giggi Zanazzo e il professor Francesco Sabatini (Padron Checco) proposero all'ormai romanizzato Edoardo Perino di riportare in vita la vecchia testata del Rugantino. Il «sor Edoardo», sia perché entusiasta del dialetto di Roma, sia perché con i suoi trascorsi di tipografo e giornalaio sapeva tutto sui gusti del lettore, fiutò l'affare ed accettò senza esitare la proposta. Il 18 settembre di quell'anno uscì il primo numero del nuovo Rugantino, che riportava in grande evidenza il seguente proclama:
«Trasteverini, Monticiani, Regolanti e Borghiciani, Salute e doppie! - Sonate er Campanone de Campidojo, e mmagara puro quello de S. Pietro (che intanto vanno bbene d'accordo), sparate l'artijerie de Castello, arzate le bbandiere, mettete l'apparati e accennete li lanternoni, ché Rugantino vostro è arisuscitato!»
La rinascita del Rugantino incontrò immediatamente il favore dei lettori e in breve tempo il periodico divenne un punto di riferimento anche per giornalisti e letterati che frequentavano la redazione.
Il sogno di veder pubblicati sul Rugantino i propri componimenti spinse anche un timido giovanotto, con un fascio di  madrigali e di sonetti sotto il braccio, a presentarsi a Giggi Zanazzo, dicendo di chiamarsi Carlo Alberto Salustri, ma di poetare sotto lo pseudonimo di Trilussa. Zanazzo, colpito dal livello artistico di quel giovanotto impacciato, accettò di pubblicare sul Rugantino dell'ottobre 1887 la prima poesia di Trilussa.
Tra gli oltre millecinquecento nomi di coloro che hanno pubblicato i propri lavori sul Rugantino, se ne riscontrano molti di fama nazionale e anche internazionale, raggiunta tuttavia non solo nel campo poetico e letterario: Ennio Neri, paroliere di canzoni come Parlami d'amore Mariù e Addio mia bella signora; Aldo Fabrizi, attore tra i più completi e popolari del cinema romano e italiano; Federico Fellini, che apparve sul Rugantino con la sigla «Fellas»; Tommaso Smith, futuro direttore del Messaggero; Gualtiero De Angelis, il doppiatore che fu la voce italiana di James Stewart e Cary Grant; Romeo Vinci, regista caratteristico di un'epoca del cinema italiano; il cantante Claudio Villa.
Oggi il Rugantino ha aperto le porte alle nuove leve della poesia romanesca, pronte a ereditare i più alti valori dello spirito romano e a tramandarli a loro volta, in una staffetta che speriamo non debba mai terminare. È questo l'augurio rivolto da quanti amano Roma e la romanità al Rugantino, che da quasi venti anni ha superato il traguardo di un secolo di vita.

### La gestione Lay
Nell'undicesimo anno di vita del Rugantino, il 10 agosto 1897, il giornale dovette subire i convulsi rivolgimenti seguiti al fallimento della ditta Edoardo Perino, a seguito della morte del Perino stesso, appena cinquantenne, avvenuta il 31 agosto del 1895.
La testata fu rilevata da Leonida Lay e Augusto Gardini, ma Giggi Zanazzo, che aveva fondato il giornale insieme con Edoardo Perino e Francesco Sabatini, e ne era sempre stato il direttore, entrò in disaccordo con la nuova gestione, abbandonò la direzione e fondò insieme con Adolfo Giaquinto, il Rugantino de Roma in dialetto romanesco, che pubblicò 24 numeri dal 9 aprile al 29 luglio 1897, e che si portò appresso tra i suoi collaboratori Nino Ilari, Aldo Chierici, lo stesso Trilussa, Francesco Sabatini, nonché l'illustratore Ottavio Rodella.
Questo fu un colpo al cuore per il Rugantino di Lay, che intentò a Zanazzo una causa per plagio, essendo la testata di Rugantino registrata di sua proprietà, nonostante Zanazzo ne fosse stato l'inventore. La causa fu vinta e il periodico concorrente venne chiuso. Allora Zanazzo e Giaquinto crearono un nuovo foglio, intitolato Casandrino in dialetto romanesco, che pubblicò 20 numeri (dall'8 agosto al 14 ottobre 1897), in omaggio all'altra grande maschera romanesca (vedi Cassandrino) che aveva reso celebre il teatro delle marionette di palazzo Fiano. Vi collaborarono, tra gli altri, G. Bernardi, A. Bonacci, G. Francino e A. Primanti.
Tuttavia i dissensi riuscirono alfine ad essere composti e nel numero 1017 del 14 ottobre 1897 il Rugantino pubblicò questo comunicato: «È successo quello che aveva da succede. Rugantino e Casandrino non poteveno stà in urta fra de loro, nun poteveno seguità a fasse ‘na concorenza che faceva ride li purcini in fasciola. Motivo per cui Rugantino e Casandrino se so' stretto er cinquanta e ànno fatto tommola. E comincianno da domenica 17 curente Rugantino e Casandrino sortiranno tutt'e dua abbraccicati in d'un numero solo che se chiamerà precisamente "Rugantino e Casandrino" e sarà diretto dar majorengo Giggi Zanazzo, co redattori principali quele du' minchioneriole de Adorfo Giaquinto e Nino Ilari. E accusì viva l'unione che fa la forza!»
Attraverso la fusione delle due testate nacque dunque il Rugantino e Casandrino, che pubblicò dal 17 ottobre 1897 all'11 agosto 1898, ma ebbe anche questa soluzione compromissoria una vita breve. La testata, riprese alla fine il titolo di Rugantino, e già il 12 ottobre 1898 non è più menzionata la direzione di Giggi Zanazzo e in quello spazio comparve per la prima volta il motto: «C'è poco da rugà: sémo o nun sémo?»

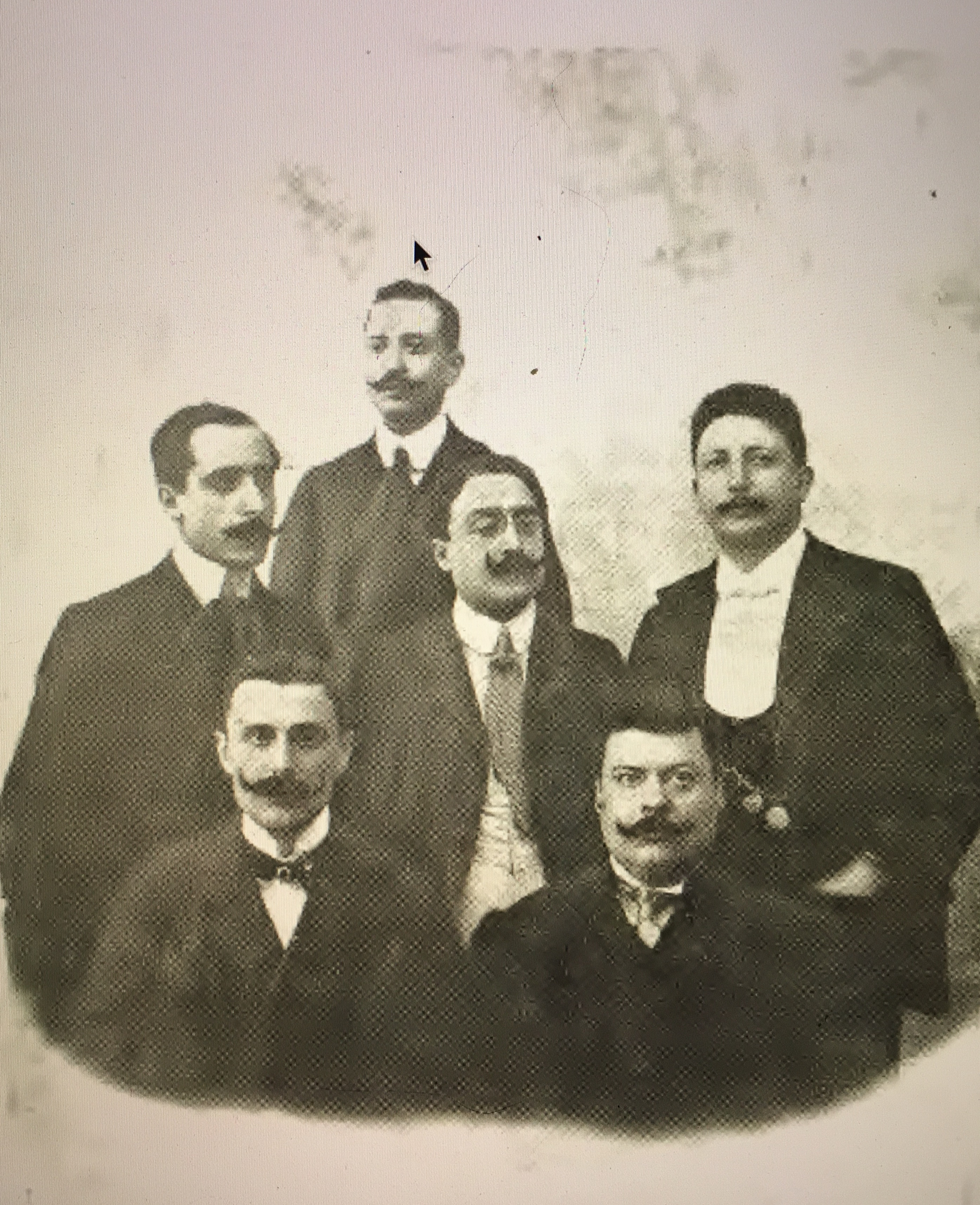
La redazione del "Rugantino" nei primi del 1900. Dall'alto in basso: Giulio Landini; Giulio Cesare Santini, Giggi Pizzirani, Orazio Giustiniani; Rinaldo Frapisclli, Giggi Pea.

Lo Zanazzo, appena trentottenne, continua a pubblicare articoli sul Rugantino, ma comincia a prenderne le distanze appartandosi nella biblioteca del Ministero della pubblica istruzione, ove si dedica alla stesura di importanti monografie sugli usi e i costumi popolari di Roma. A partire dal numero 1178 del 30 aprile 1899 Leonida Lay, ormai padrone del giornale, ricostituisce la testata con le sole effigi di Rugantino e Nina.

### Oggi
Dal Messaggero del 3 maggio 1913, con la cronaca dell'inaugurazione, il giorno prima, del monumento al Belli in piazza d'Italia (allora così si chiamava piazza Giuseppe Gioachino Belli) si ricava che vi fu una grande manifestazione di popolo con concerti, autorità, il sindaco Nathan, e soprattutto la partecipazione del giornale romanesco Rugantino. Questo giornale, dopo la morte di Leonida Lay, avvenuta il 12 agosto 1937, è stato condotto per sette anni da Giggi Pizzirani e dal 16 novembre 1944 è passato sotto la direzione di Fortunato Lay. Successivamente è stato tenuto in vita da Achille Marozzi e Giorgio Carpaneto. Oggi Rugantino è diretto da Lillo Salvatore Bruccoleri.

## Formato
Il formato del quotidiano è il tabloid formato da un unico foglio piegato in due a formare 4 pagine.